# Yeonhui-dong, Seoul
Yeonhui-dong (koreanska: 연희동) är en stadsdel i stadsdistriktet Seodaemun-gu i Sydkoreas huvudstad Seoul.